# Тейнопальпусы
Тейнопальпусы, или парусники-кайзеры (лат. Teinopalpus) — род дневных бабочек из семейства парусников.

## Распространение
Обитают в высокогорных лесах на территории Китая, Таиланда, Вьетнама, Бирмы, Лаоса, Индии, Непала и Бутана.

## Виды
Род включает всего два вида:
- Teinopalpus imperialis Hope, 1843
- Тейнопальпус золотистый[2] (Teinopalpus aureus) Mell, 1923

## Замечания по охране
Внесен в перечень чешуекрылых экспорт, реэкспорт и импорт которых регулируется в соответствии с Конвенцией о международной торговле видами дикой фауны и флоры, находящимися под угрозой исчезновения (СИТЕС).